# Elias Gaspar Pelembe
Domingues, właśc. Elias Gaspar Pelembe (ur. 13 listopada 1983 w Maputo) – mozambicki piłkarz grający na pozycji prawego pomocnika.

## Kariera klubowa
Karierę piłkarską Domingues rozpoczął w klubie Estrela Vermelha Maputo. W 2003 roku został piłkarzem GD Maputo i wtedy też zadebiutował w jego barwach w pierwszej lidze mozambickiej. W 2006 osiągnął pierwsze sukcesy w karierze, gdy wywalczył mistrzostwo i Puchar Mozambiku. W 2007 roku zdobył Maputo Honour Cup.
W 2007 roku Domingues przeszedł do południowoafrykańskiego zespołu Supersport United. W 2008 roku wywalczył z Supersport pierwszy tytuł mistrza Premier Soccer League i został wówczas wybrany Piłkarzem Sezonu w lidze. W 2009 roku obronił z Supersport United tytuł mistrzowski.
W połowie 2009 roku Domingues został piłkarzem Mamelodi Sundowns. Zadebiutował w nim 26 sierpnia 2009 w zremisowanym 1:1 domowym meczu z Free State Stars.  W sezonie 2009/2010 wywalczył wicemistrzostwo, a w sezonie 2013/2014 - mistrzostwo Południowej Afryki. W sezonie 2014/2015 zdobył krajowy puchar.
W latach 2015–2019 Domingues grał w Bidvest Wits FC. W sezonie 2015/2016 został wicemistrzem, a w sezonie 2016/2017 - wicemistrzem Południowej Afryki. W sezonie 2020/2021 był zawodnikiem Polokwane City FC, a w latach 2021-2023 - Royal AM FC. W 2023 został piłkarzem UD Songo.

## Kariera reprezentacyjna
W reprezentacji Mozambiku Domingues zadebiutował 13 czerwca 2004 roku w wygranym 2:0 meczu Pucharu COSAFA z Malawi. W 2010 roku został powołany do kadry na Puchar Narodów Afryki 2010, na którym był rozegrał 3 spotkania: z Beninem (2:2), z Egiptem (0:2) i z Nigerią (0:3). W 2024 był w kadrze Mozambiku na Puchar Narodów Afryki 2023. Rozegrał w nim trzy mecze grupowe: z Egiptem (2:2) i z Republiką Zielonego Przylądka (0:3) i z Ghaną (2:2).